# Brackenheim
Brackenheim (ⓘ) is een plaats in de Duitse deelstaat Baden-Württemberg, gelegen in het Landkreis Heilbronn. De stad telt 16.086 inwoners.

## Geografie
Brackenheim heeft een oppervlakte van 45,74 km² en ligt in het zuidwesten van Duitsland.

## Geboren
- Theodor Heuss (1884-1963), eerste bondspresident van Duitsland (1949-1959)
- Mara Alber (2005), voetbalster

## Afbeeldingen

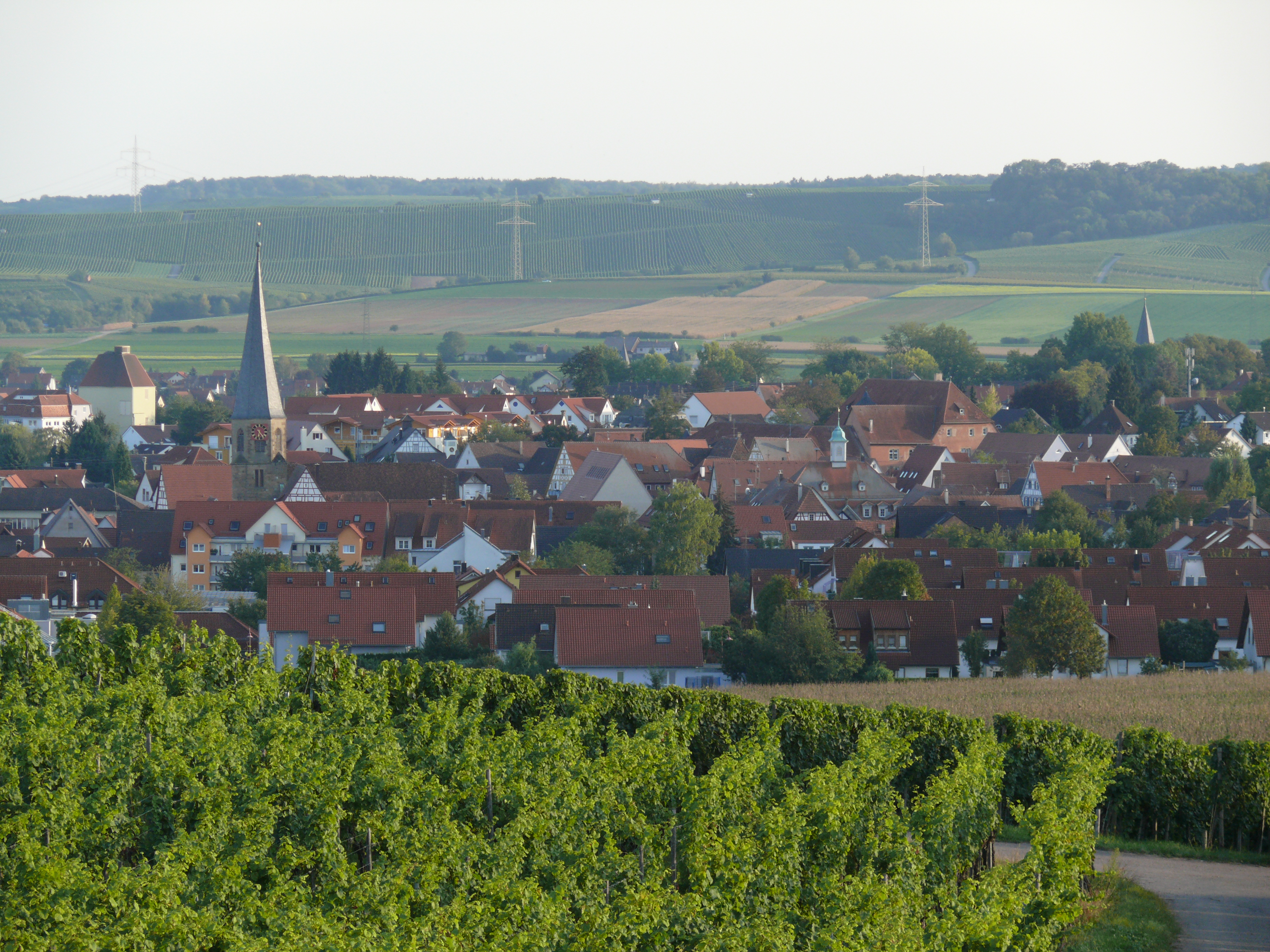
Gezicht op Brackenheim
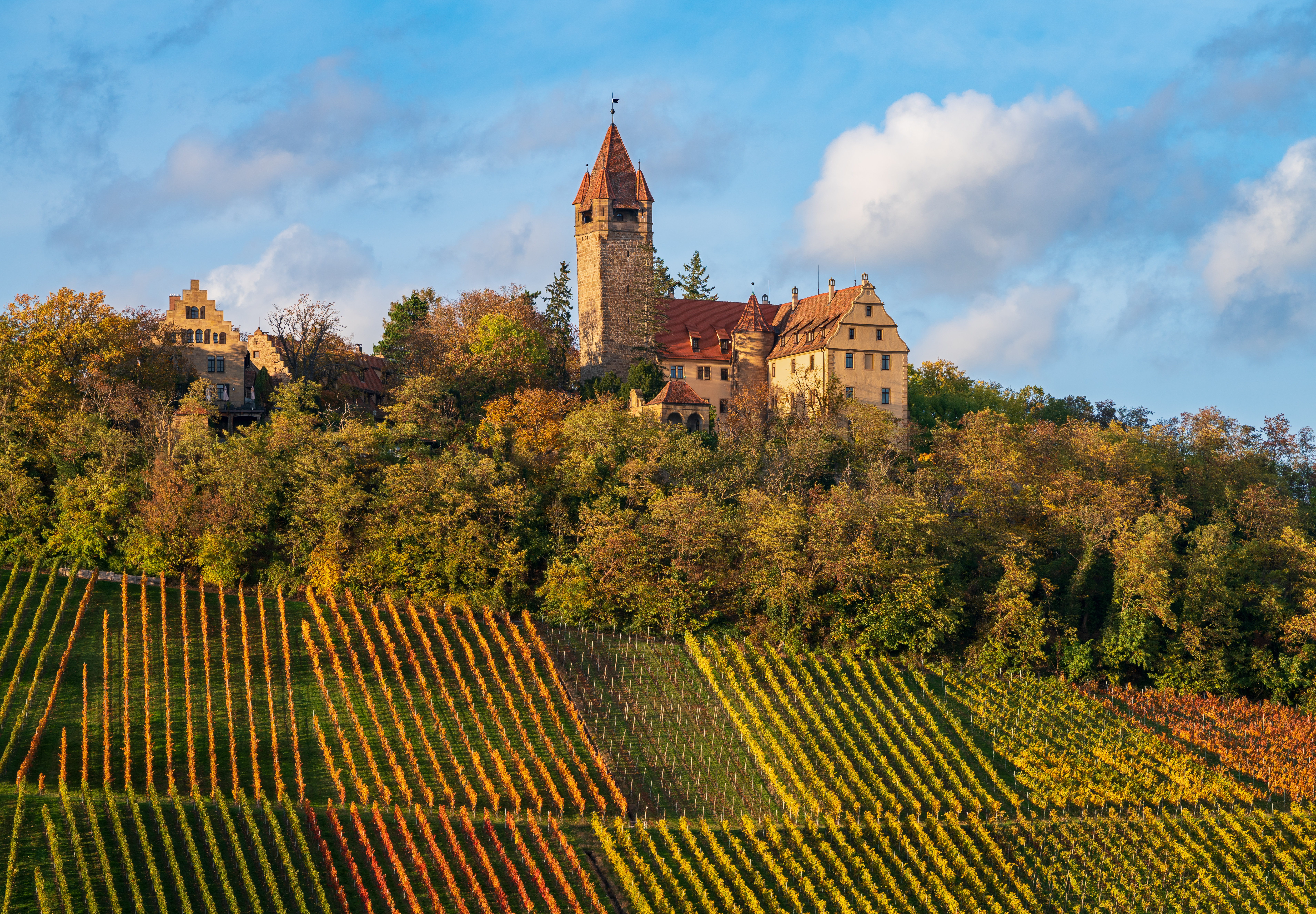
Schloss Stocksberg

Abstatt ·
Bad Friedrichshall ·
Bad Rappenau ·
Bad Wimpfen ·
Beilstein ·
Brackenheim ·
Cleebronn ·
Eberstadt ·
Ellhofen ·
Eppingen ·
Erlenbach ·
Flein ·
Gemmingen ·
Güglingen ·
Gundelsheim ·
Hardthausen am Kocher ·
Ilsfeld ·
Ittlingen ·
Jagsthausen ·
Kirchardt ·
Langenbrettach ·
Lauffen am Neckar ·
Lehrensteinsfeld ·
Leingarten ·
Löwenstein ·
Massenbachhausen ·
Möckmühl ·
Neckarsulm ·
Neckarwestheim ·
Neudenau ·
Neuenstadt am Kocher ·
Nordheim ·
Obersulm ·
Oedheim ·
Offenau ·
Pfaffenhofen ·
Roigheim ·
Schwaigern ·
Siegelsbach ·
Talheim ·
Untereisesheim ·
Untergruppenbach ·
Weinsberg ·
Widdern ·
Wüstenrot ·
Zaberfeld